# Uiallalla
Uiallalla је двоструки студијски албум италијанске певачице Мине, објављен 1989. године за издавачке куће PDU.

## Списак пјесама

### Први део
1. La pelle nera / Johnny B. Goode / Black Betty / Angeli negri (Angelitos negros) — 6:54
2. Una lunga storia d'amore — 3:29
3. Les cornichons (Big Nick) — 3:02
4. When Your Lover Has Gone — 2:30
5. Oh! Darling — 3:34
6. Io vorrei... non vorrei... ma se vuoi — 3:12
7. Are You Lonesome Tonight? — 2:56
8. Sarà per te — 5:04
9. Chitarra suona più piano — 3:18
10. As Time Goes By — 3:58

### Други део
1. La montagna — 3:54
2. Lo faresti — 4:12
3. Bachelite — 4:42
4. Cantero' per te — 4:15
5. Che nome avra' — 4:49
6. Il plaid — 2:40
7. Tre volte si' — 5:20
8. Uscita 29 — 3:43
9. T.I.R. — 3:01

## Позиције на листама
| Листа (1989)              | Највиша позиција |
| ------------------------- | ---------------- |
| Европа (Music & Media)    | 67               |
| Италија (Musica e dischi) | 4                |